# Pfarrkirche Aurolzmünster

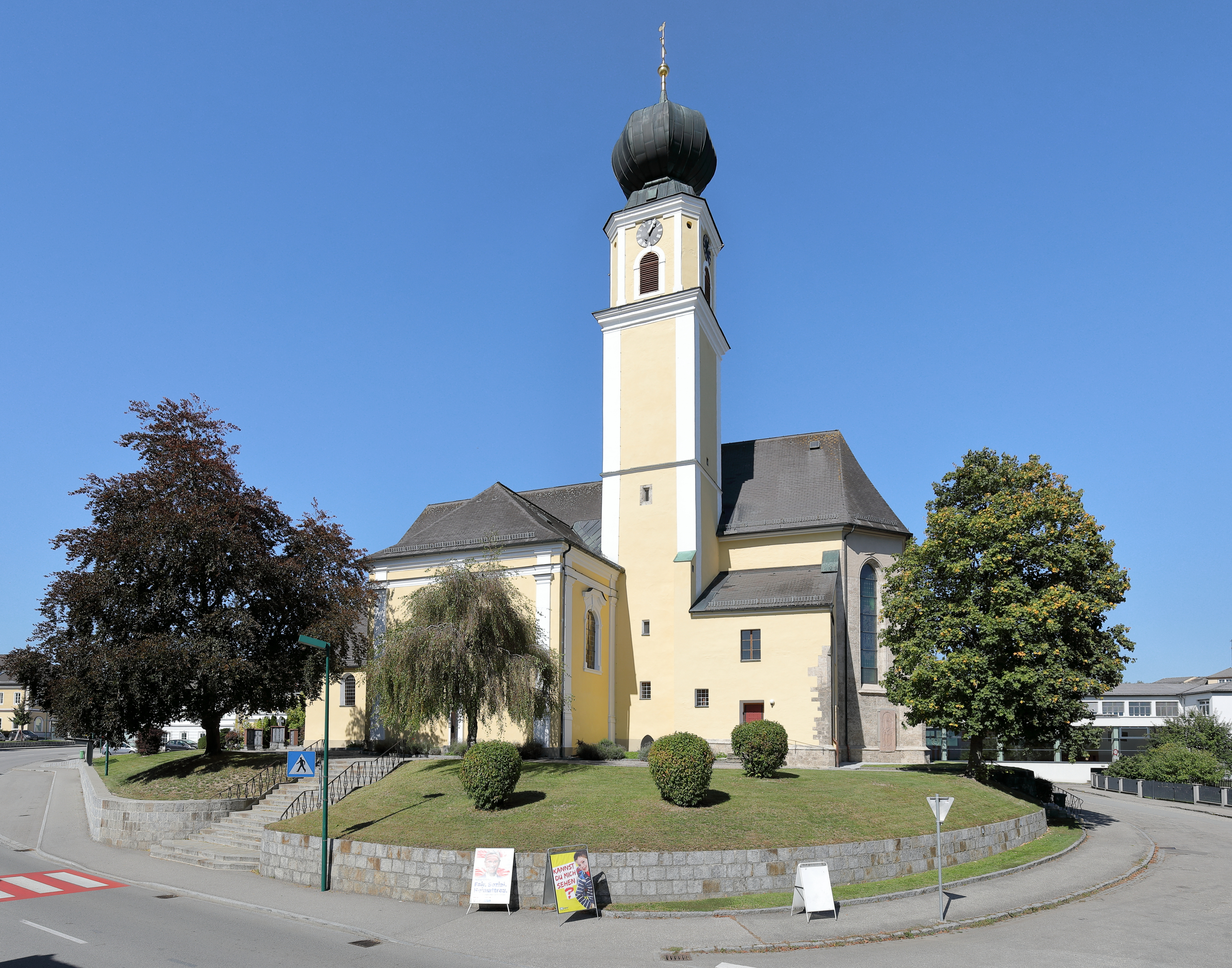
Pfarrkirche hl. Mauritius in Aurolzmünster

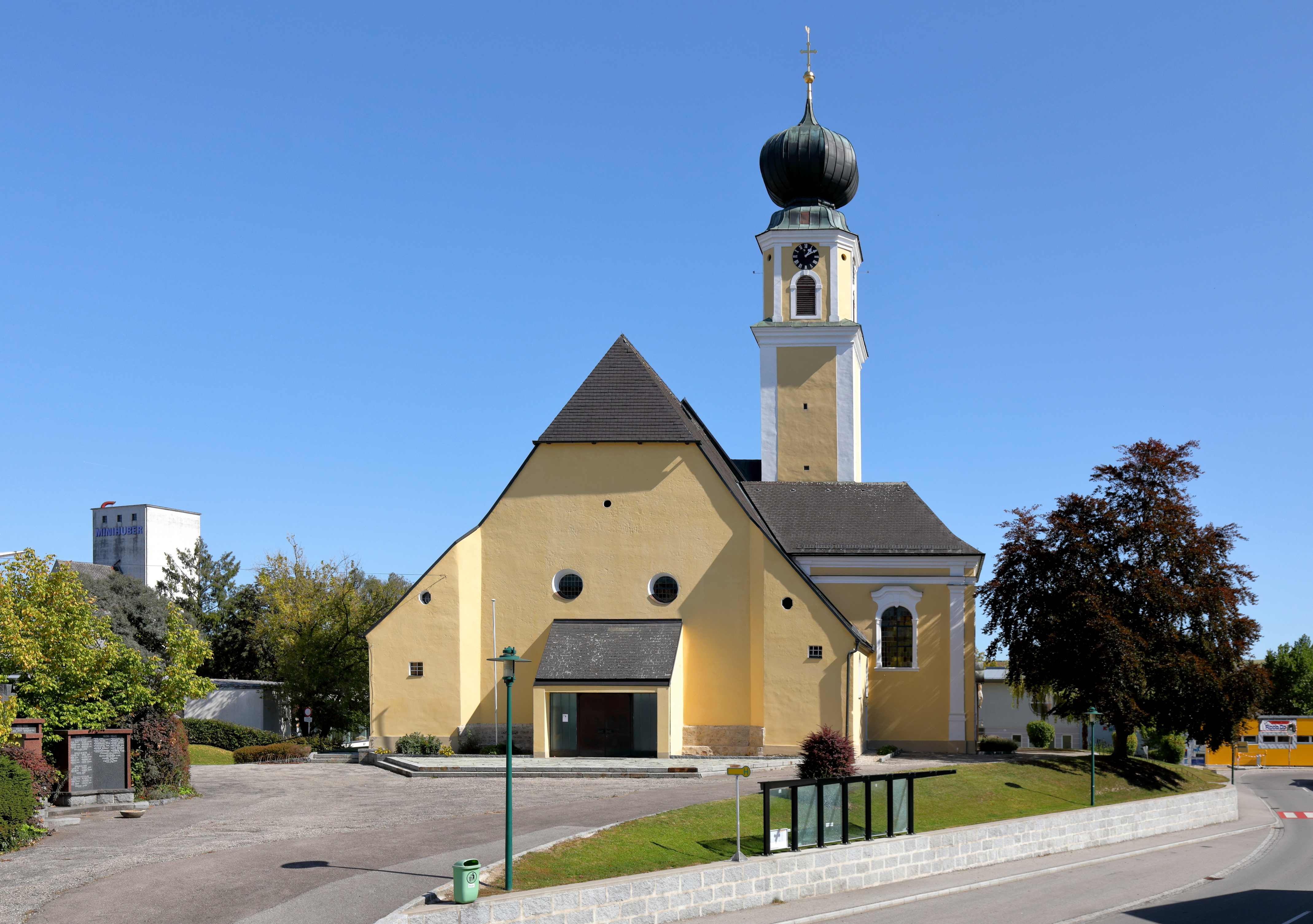
Westansicht der Pfarrkirche

Die Pfarrkirche Aurolzmünster steht in der Marktgemeinde Aurolzmünster in Oberösterreich. Die römisch-katholische Pfarrkirche hl. Mauritius gehört zum Dekanat Ried im Innkreis in der Diözese Linz. Die Kirche steht unter Denkmalschutz.

## Geschichte
Die Pfarrkirche geht zurück auf das von Abt Urolf von Niederaltaich um 800 gegründete Benediktinerkloster, das dem Niederaltaicher Patron Mauritius unterstellt war. Die erste urkundliche Erwähnung stammt von 831. Nach Kriegszerstörungen in romanischer Zeit wurde die Kirche wiederaufgebaut.
Die älteste Bausubstanz stammt aus der ersten Hälfte des 15. Jahrhunderts. Der Kirchturm hatte zunächst ein gotisches Spitzdach. Die Glocken des ersten dokumentierten Geläutes wurden 1616 in Augsburg gegossen. 1672 verursachte ein Brand am Schloss und an der Kirche verheerende Schäden. Zunächst wurde ein einfacher achteckiger Turmhelm errichtet. Erst 1718 bekam die Kirche einen neuen Zwiebelkuppelhelm mit dem heutigen Aussehen.
1828/1829 und 1901 wurde die Kirche erstmals innen renoviert. Die Holzschindeldeckung des Kirchendaches wurde 1928 durch eine Kupfereindeckung ersetzt. 1956 gab es die letzte Außenrestaurierung. Das Kirchendach wurde 1981 mit Eternit neu gedeckt. 2011 wurden der Dachstuhl und das Gewölbe mit Stahlträgern gesichert. 2012 erfolgte die Sanierung des Bodens und der Beleuchtung. Weiters wurden die Säulen und Fresken restauriert und die wertvollen Buntglasfenster verstärkt. Die vorläufig letzte Innenrenovierung wurde 2015 abgeschlossen.

## Architektur
Das spätgotische einschiffige vierjochige Langhaus hat ein gotisches barock überarbeitetes Gewölbe und Seitenkapellen an der Nordseite. Das spätgotische Westportal hat ein verstäbtes Gewände. Die Portaltüren im Norden, Westen und Süden zeigen gotische Beschläge. Die geschwungene Westempore steht auf drei Säulen. Der zeitlich nach dem Langhaus errichtete dreijochige Chor ist gegenüber dem Langhaus höher und nach Norden gerückt und hat einen Dreiachtelschluss und ein Stichkappentonnengewölbe. Der Turm im südlichen Chorwinkel hat oben abgeschrägte Kanten und einen Zwiebelhelm. Im Süden der zwei östlichen Joche des Langhauses wurde die spätgotische zweijochige Marienkapelle von 1724 bis 1729 umgebaut und erhielt eine Pilastergliederung und ein Flachhängekuppelgewölbe und wurde mit Stuckaturen von Franz Josef Holzinger ausgestaltet. In der Marienkapelle zeigen in flachen Stuckrelief in reichem Bandwerk Freskenmedaillons die vier Evangelisten.

## Ausstattung
Der gemauerte Hochaltar im Chor aus dem Jahr 1734 wurde mit Stuckmarmor gestaltet und zeigt ein Altarblatt des Malers Michelangelo Unterberger. Im Langhaus ist ein Seitenaltar hl. Maria  von Josef Furthner (1937). Ein anderer Seitenaltar trägt eine Statue Herz Jesu von Josef Furthner. In der Kirche befinden sich zahlreiche Wappengrabsteine, teils vom Bildhauer Jörg Gartner aus Passau.
Die Orgel baute Johann Ignaz Egedacher (1723).